# Екструзія (хімія)
Екстру́зія — різновид реакцій елімінування, в ході якого група (атом чи фрагмент, частіше гетероатомний) вилучається з молекулярного ланцюга, а два її сусідні атоми поєднуються одинарним зв'язком. При цьому ланцюг (або цикл) скорочується:
-X-E-Y- → -X-Y- + E
Біекструзія — розширення поняття на випадок, коли атоми X і Y зв'язані між собою двома двовалентними групами (-Е-) і внаслідок вилучення цих груп зв'язуються кратним зв'язком.